# Pucaraia
Pucaraia là một chi bướm đêm thuộc họ Geometridae.